# Ganoderma cervinum
Ganoderma cervinum är en svampart som först beskrevs av Giacopo Bresàdola, och fick sitt nu gällande namn av Pier Andrea Saccardo 1925. Ganoderma cervinum ingår i släktet Ganoderma och familjen Ganodermataceae.   Inga underarter finns listade i Catalogue of Life.